# Dean Yeagle
Dean Yeagle, född cirka 1947, är en amerikansk illustratör och animatör med en stor produktion av serier, film och reklammaterial. Yeagle medverkade på den i Sverige välkända Trolltyg i tomteskogen.